# عکاسی از پریان
عکاسی از پریان (به انگلیسی: Photographing Fairies) فیلمی محصول سال ۱۹۹۷ و به کارگردانی نیک ویلینگ است. در این فیلم بازیگرانی همچون توبی استیونز، امیلی ووف، بن کینگزلی، فرانسس باربر، ریچل شلی و فیل دیویس ایفای نقش کرده‌اند.